# 2898 Neuvo
2898 Neuvo (1938 DN) là một tiểu hành tinh vành đai chính được phát hiện ngày 20 tháng 2 năm 1938 bởi Yrjö Väisälä ở Turku.